# 펜타일 매트릭스
펜타일 매트릭스(PenTile matrix)는 삼성전자가 발명 특허를 가지고 있는 하부픽셀기술이다.

## 역사

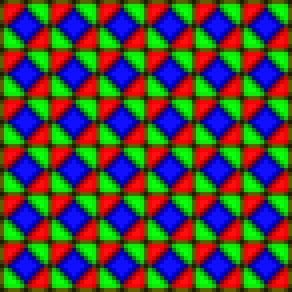
삼성전자의 초기 펜타일 매트릭스(12:1 확대).

펜타일은 5와 타일을 합친 말이다. 처음에는 파란색을 감지하는 원추 세포가 적다는 사실을 가지고 오른쪽과 같이 구획했다. 하지만 동일한 해상도의 RGB 디스플레이 구현 장치보다 화질이 떨어진다.

## 펜타일 RGBG

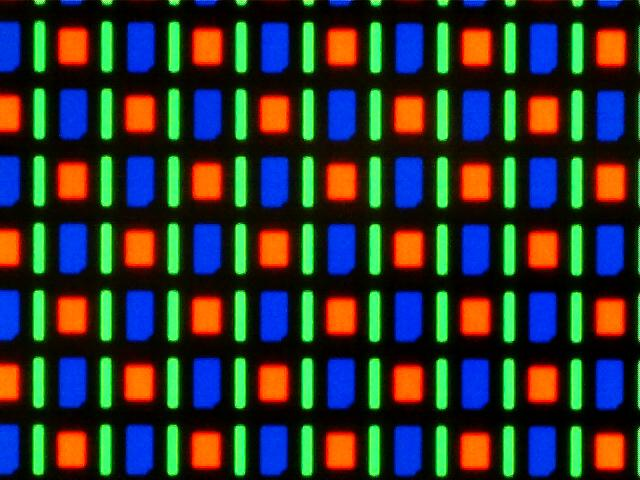
펜타일 RGBG를 채택한 넥서스원 아몰레드 화면의 확대

펜타일RGBG는 인간이 초록색에 더 민감하다는 사실을 이용하여 해상도의 손실을 줄인다. 빨간색과 파란색은 이웃 픽셀과 합쳐서 하나의 서브픽셀로 만든다. 전통적인 픽셀 배치보다 1/3이 적은 서브픽셀을 사용하게 된다. 펜타일은 명목 해상도보다는 덜 선명하게 보이고 같은 서브픽셀수의 전통적인 RGB보다는 선명해보인다.

## 펜타일 RGBW

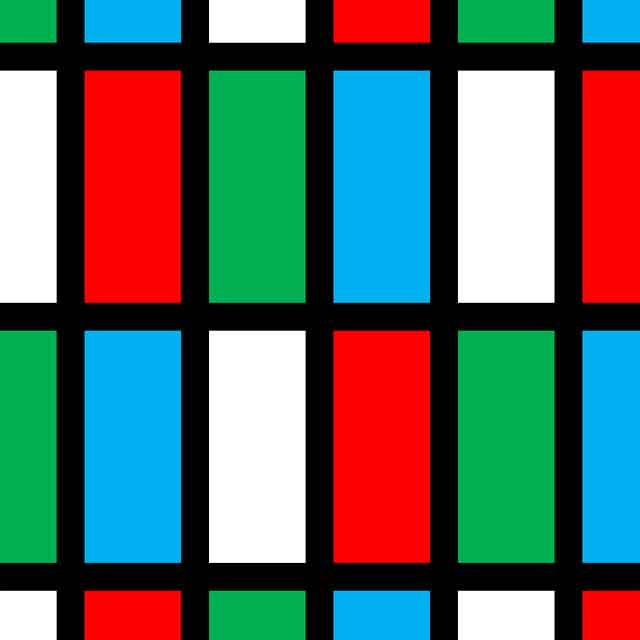
펜타일 RGBW

펜타일 RGBW는 RGB값을 이용 하얀 하부픽셀을 만든다. 하얀 빛을 내는 하부픽셀을 이용할 때 같은 밝기를 내는데 드는 전력 소모를 줄일 수 있다.

## 같이 보기
- 베이어 필터